# Píxide litúrgico

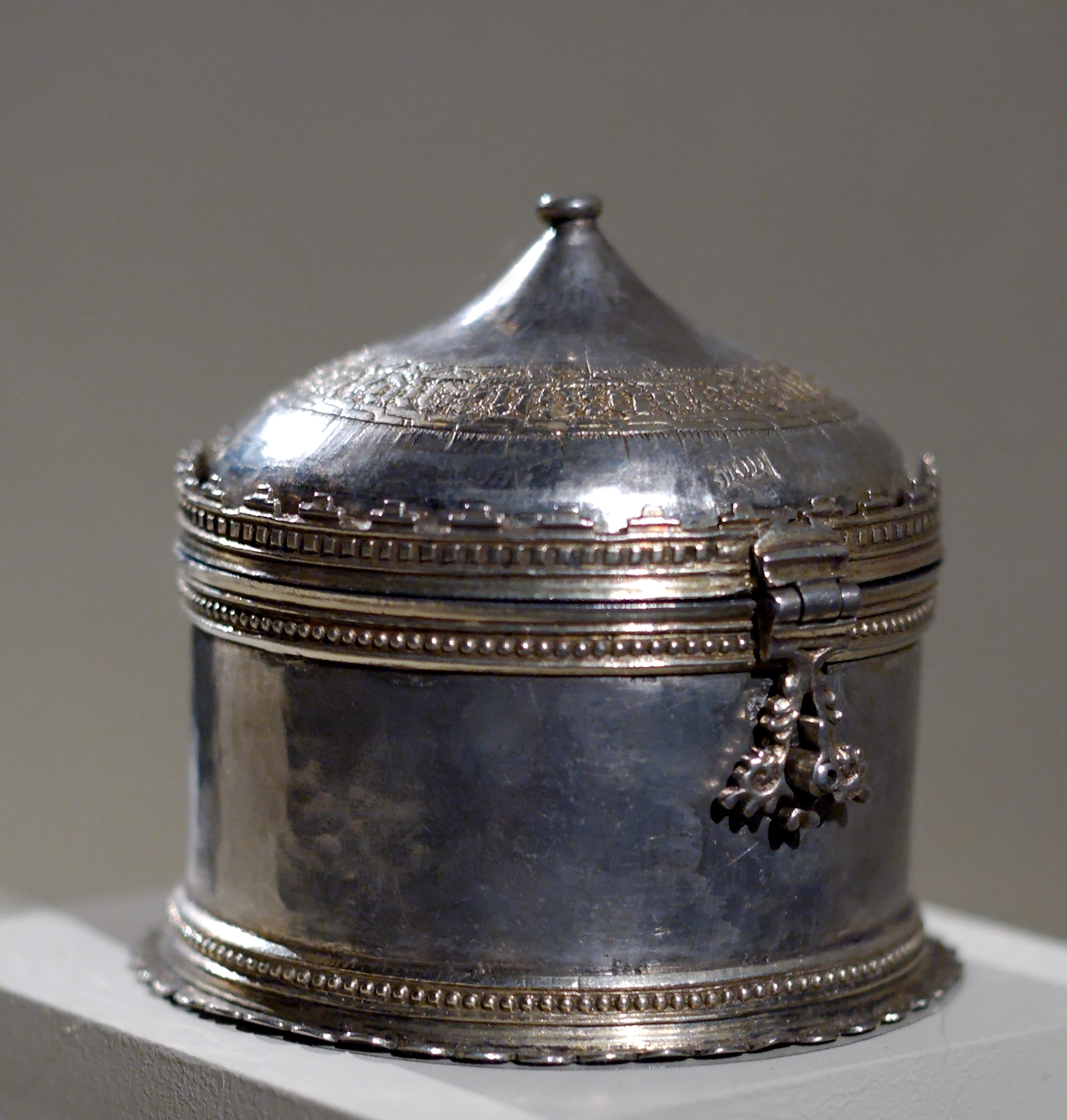
Píxide de plata dorada (8 x 8,5 cm.) de fabricación aquitana o española en el.

Píxide denomina, según la Real Academia Española al recipiente de pequeño tamaño, en forma de bote o caja utilizado por instituciones cristianas como instrumento de la liturgia eucarística, asociado al ciborio.
La voz procede del latín «en latín: pyxis», que a su vez tuvo su origen en el término griego, πυξίς (cajita) y que en la Grecia Clásica daba nombre al recipiente conocido como «pixis o píxide», usado para guardar cosméticos (afeites, pomadas) o adornos (joyas, cuentas).